# بیچ بانی (گروه موسیقی)
بیچ بانی (به انگلیسی: Beach Bunny) گروهٔ موسیقی راک می‌باشد که در سال ۲۰۱۵ در شیکاگو، ایلینوی به‌وجود آمد. بیچ بانی در ابتدا پروژهٔ انفرادی خواننده و گیتاریست لیلی تریفیلیو بود که در سال ۲۰۱۷ به یک گروهٔ کامل تبدیل شد. بیچ بانی پس از وایرال شدن «ملکهٔ پرام» در تیک‌تاک در اواخر سال ۲۰۱۹ به شهرت رسید. همچنین ترانهٔ «کلاود ۹» در سال ۲۰۲۱ نیز در تیک‌تاک محبوب گردید.